# NGC 3742
NGC 3742 је спирална галаксија у сазвежђу Кентаур која се налази на NGC листи објеката дубоког неба.
Деклинација објекта је - 37° 57' 22" а ректасцензија 11h 35m 32,1s. Привидна величина (магнитуда) објекта NGC 3742 износи 12,2 а фотографска магнитуда 13,0. NGC 3742 је још познат и под ознакама ESO 320-6, MCG -6-26-1, AM 1133-374, PGC 35833.